# Alte Landbrugg
Die Alte Landbrugg ist eine Steinbrücke auf dem Gebiet der Gemeinde Hinterrhein im Rheinwald im Kanton Graubünden in der Schweiz. Sie überspannt den Hinterrhein in zwei Bogen, ist 2,5 Meter breit und knapp 40 Meter lang. Die Brücke wird geführt in der Liste der Kulturgüter von nationaler Bedeutung im Kanton Graubünden.

## Geschichte
Im Auftrag der Landschaft Rheinwald beauftragte die Gemeinde Hinterrhein Baumeister Peter Zurr (auch Zur, Saurr) aus Bergün, südlich des Dorfes über den Hinterrhein eine zweibogige Brücke mit sechseckigem Mittelpfeiler zu bauen. An dieser Stelle überquerte die alte Saumstrasse über den San-Bernardino-Pass den Fluss, um dann steil gegen die Passhöhe hin anzusteigen. Die alte Strasse erreichte die heutige Passstrasse bei der obersten Kehre.
Die alte Landbrugg wurde 1693 fertig erstellt, die Baukosten betrugen 330 Gulden.
Bereits am 1. Juli 1696 stürzte die neue Brücke teilweise ein. Mit dem Wiederaufbau wurde Meister Bartolomeo Stornino aus Chiavenna beauftragt; er erhielt für seine Arbeit 400 Gulden. In der Folge wurde die Brücke mehrere Male durch Hochwasser beschädigt. 1931 stürzte das nördliche Joch ein; 1935 wurde es mit Hilfe des Schweizer Heimatschutzes wiederhergestellt. Erkennbar sind die Reparaturen an den eingezogenen Betonelementen unterhalb des Brückenbogens. Heute führt der Wanderweg vom Rheinwald über den Pass nach San Bernardino über die Brücke.
Zu beiden Seiten des Geländers sind links und rechts an der höchsten Stelle der Brücke Steintafeln angebracht, die an Erbauung und Wiederherstellung der Brücke erinnern.

Inschrift an der Ostseite: 

„RENOV. 1934 EIDGENOSSENSCHAFT KANTON GEMEINDE HEIMATSCHUTZ R. ZURLINDEN AARAU UND ZAHLREICHE GÖNNER HABEN DIE ERNEUERUNG ERMÖGLICHT L. PREMOLI B.M.“

 Inschrift an der Westseite: 

„ALTE LANDBRUGG ERBAUT 1693 DURCH LANDSCHAFT RHEIINWALD UND NACHBARSCHAFT ZUM RHIN BAUMEISTER ZURR BERGÜN“

## Bilder

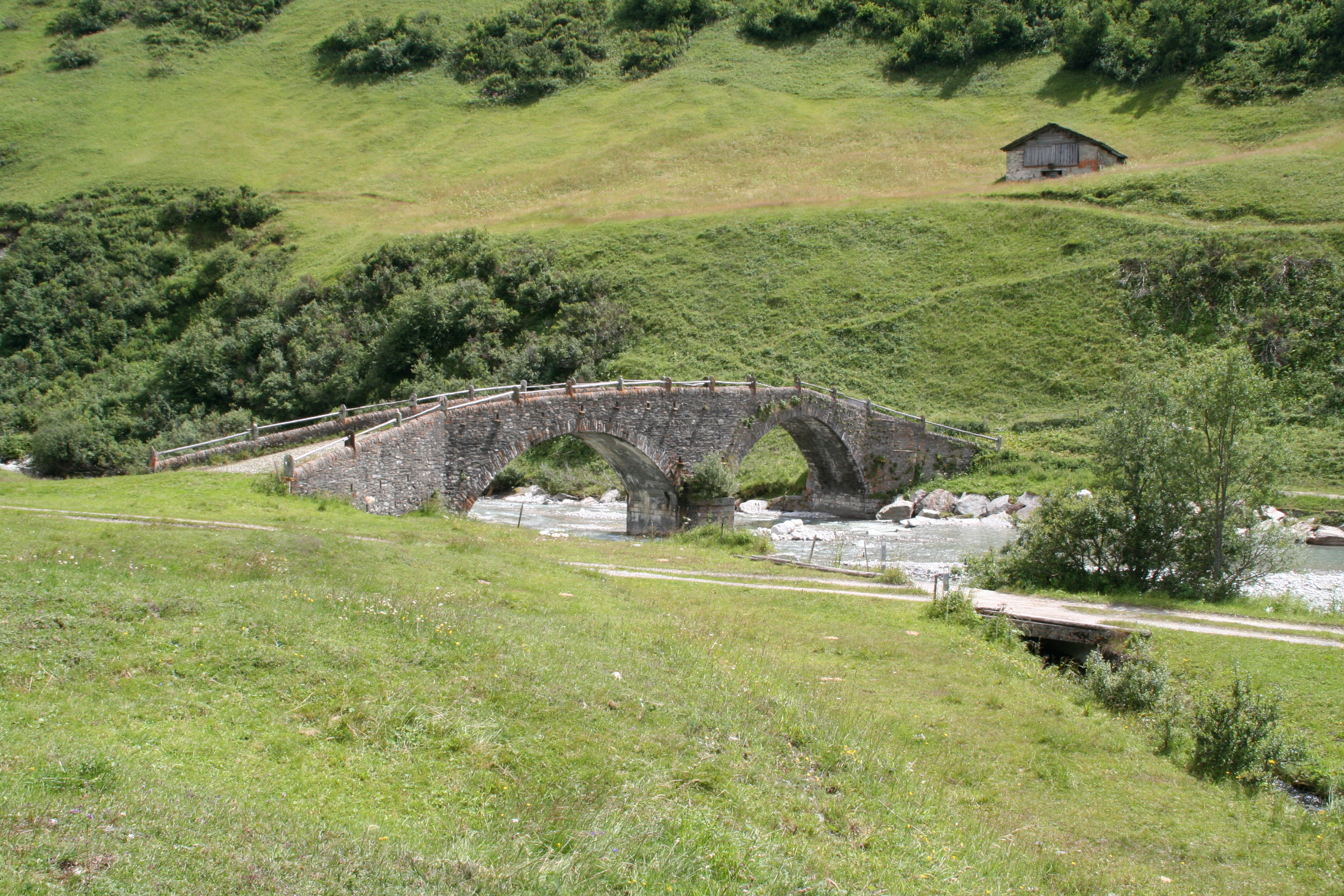
Sicht von Norden
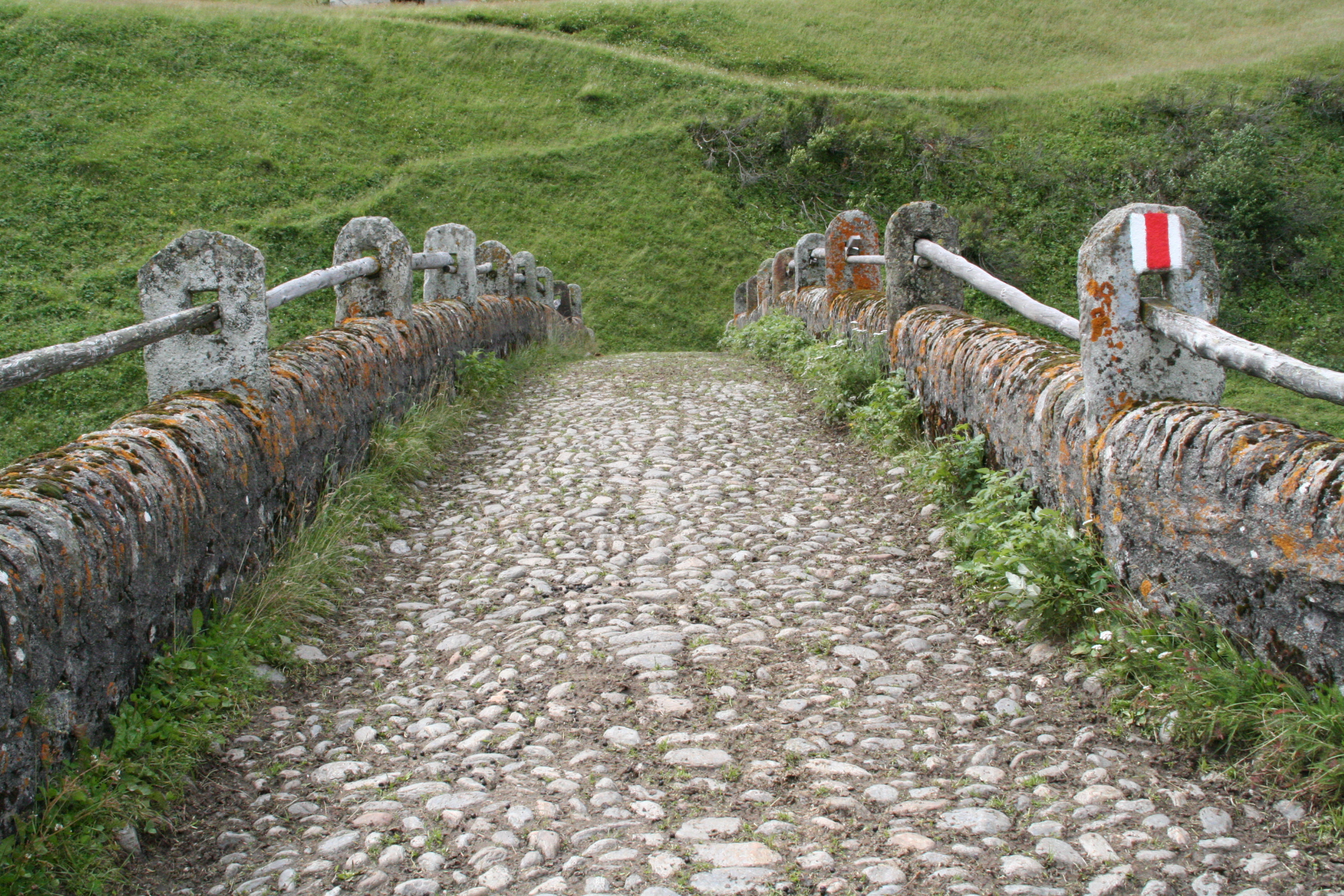
Oberbau
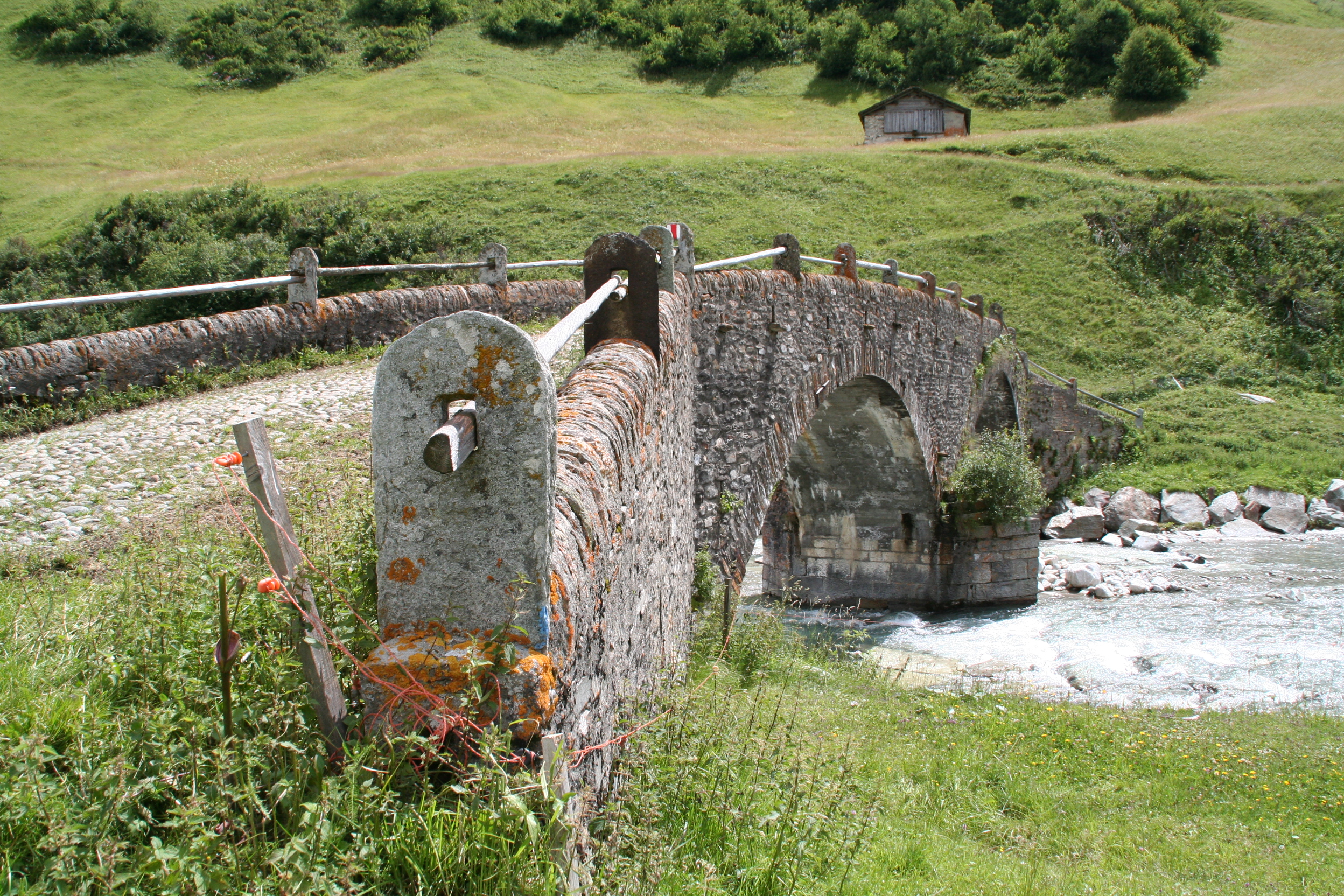
Westseite
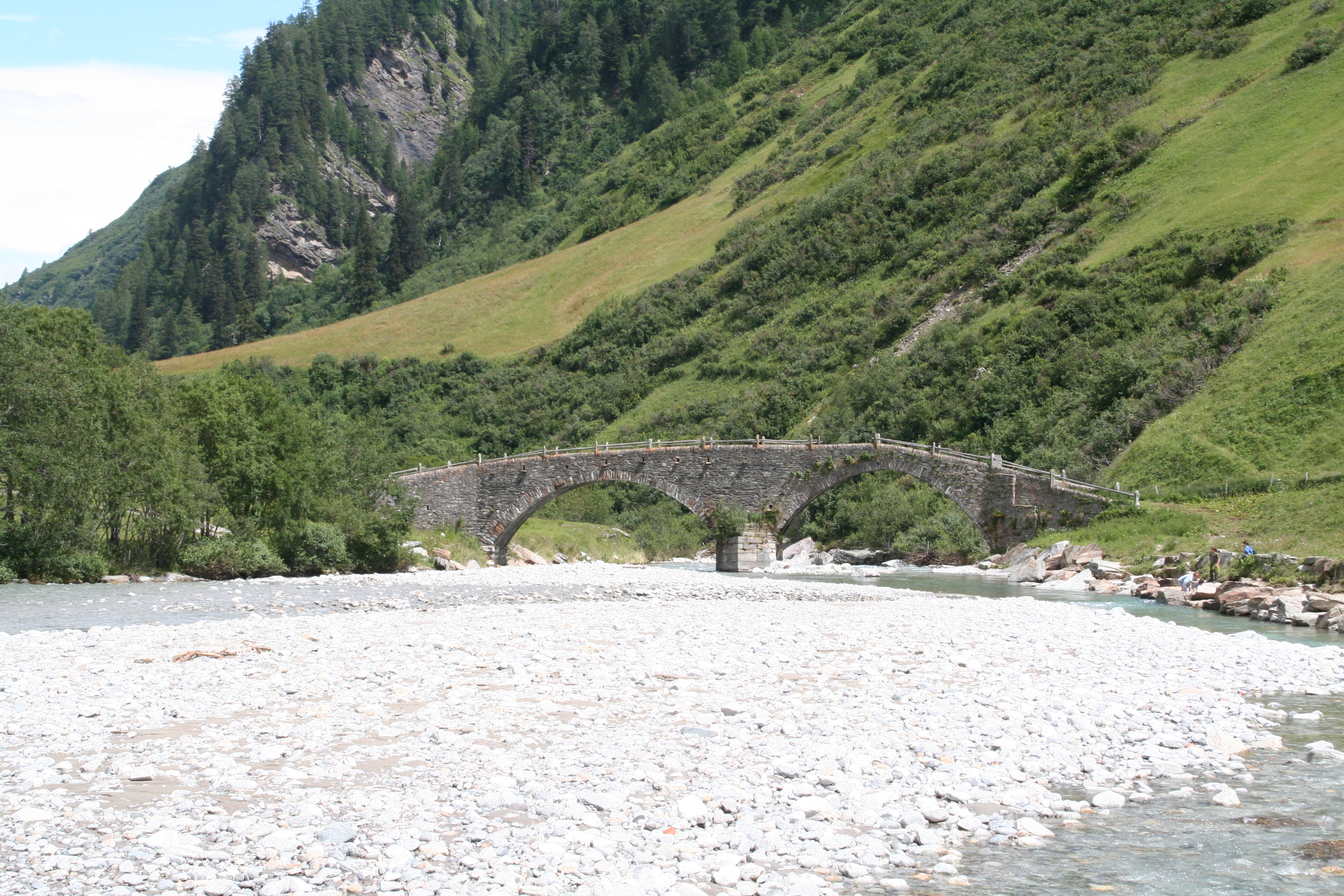
Flussbett westlich der Brücke

## Umgebung

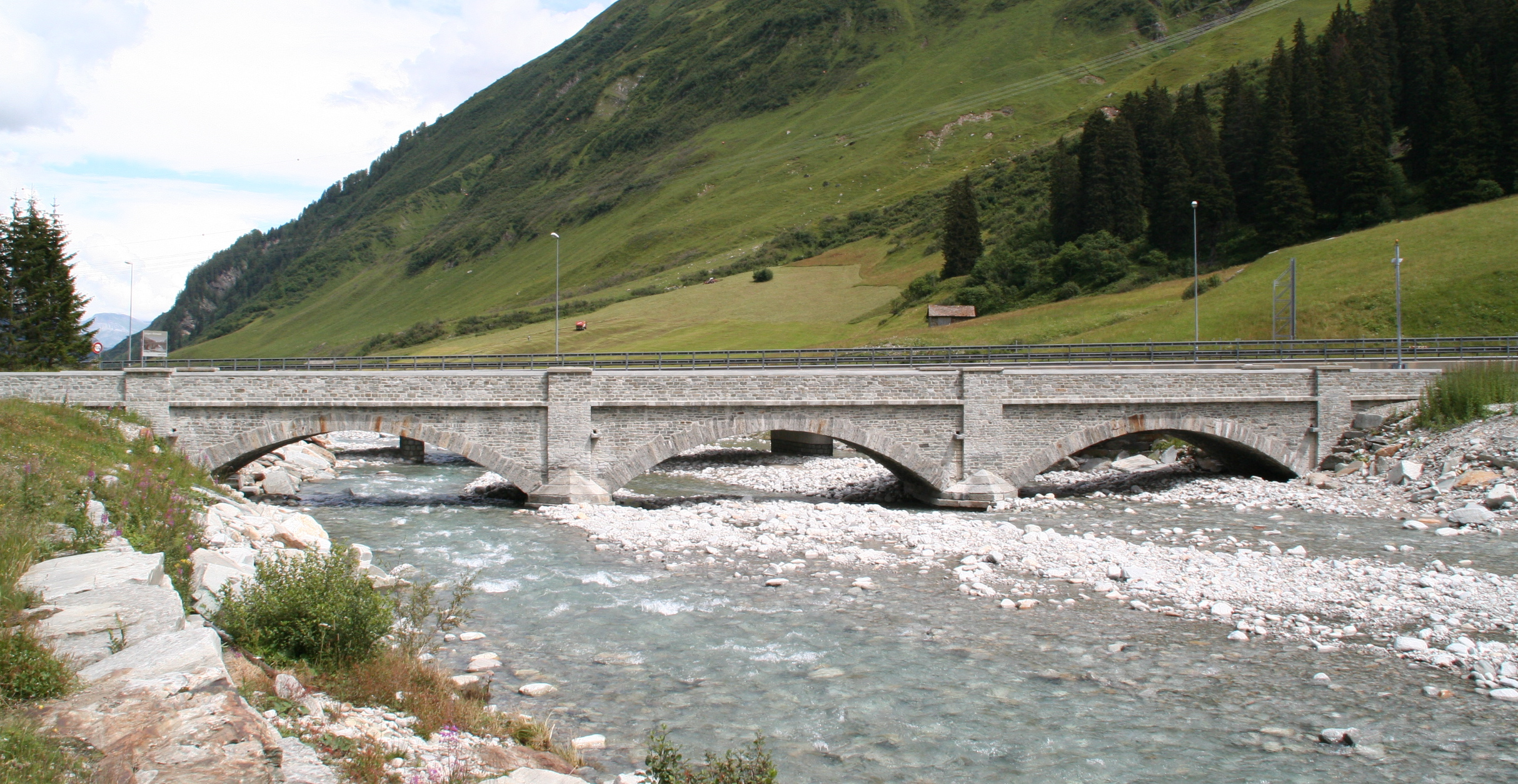
Neue Landbrugg

Der Flurname Kapell am rechten Rheinufer unmittelbar westlich der Brücke deutet auf eine heute verschwundene Kapelle oder einen Bildstock am Flussübergang hin.
Die Neue Landbrugg, eine flache dreibogige Steinbrücke über dem Hinterrhein, steht weiter flussaufwärts vor dem San Bernardino Tunnelportal. Sie verläuft parallel zur Autobahn A13 und wurde im Zusammenhang mit dem Bau der Kommerzialstrasse 1818 bis 1823 erbaut. Ingenieur war Richard La Nicca.